# بهره (الکترونیک)

نمودار ورودی (آبی) و ولتاژ خروجی (قرمز) یک تقویت‌کننده خطی ایده‌آل با بهره ولتاژ ۳ با سیگنال ورودی دلخواه. در هر لحظه ولتاژ خروجی سه برابر ولتاژ ورودی است.

بهره (به انگلیسی: Gain) در الکترونیک، تواناییِ یک مدارِ دوقطبی (اغلب یک تقویت‌کننده) برای افزایشِ توان یا دامنهٔ یک سیگنال از ورودی به درگاه خروجی با افزودنِ انرژی تبدیل‌شده از منبعِ تغذیه به سیگنال است. بهره معمولاً به عنوانِ نسبتِ متوسطِ دامنهٔ یا توان سیگنال در درگاه خروجی به دامنه یا توان در درگاه ورودی تعریف می‌شود. اغلب با استفاده از واحدهای لگاریتمی دسی‌بل (دی‌بی) («بهره دسی‌بل») بیان می‌شود. به‌دست آوردنِ بهرهٔ بیشتر از یک (بیشتر از صفر دسی‌بل)، که یعنی تقویت، ویژگی تعیین‌کننده یک مدار یا افزاره فعال است، درحالی‌که یک مدار غیرفعال بهره کمتر از یک خواهد داشت.
واژه بهره به تنهایی مبهم است و می‌تواند به نسبت خروجی به ورودی ولتاژ (بهره ولتاژ)، جریان (بهره جریان) یا توان الکتریکی (بهره توان) اشاره داشته باشد. در زمینه تقویت‌کننده‌های صوتی و عمومی، به ویژه تقویت‌کننده‌های عملیاتی، این اصطلاح معمولاً به بهره ولتاژ اشاره دارد، اما در تقویت‌کننده‌های فرکانس رادیویی معمولاً به بهره توان اشاره دارد. علاوه بر این، اصطلاح بهره در سامانه‌هایی مانند حسگرها که ورودی و خروجی با واحدهای متفاوتی دارند نیز به کار می‌رود. در چنین مواردی، واحدهای بهره باید مشخص شوند، مانند «۵ میکروولت در هر فوتون» برای پاسخ‌دهی یک حسگرنوری. «بهره» یک ترانزیستور دوقطبی معمولاً به نسبت انتقال جریان مستقیم اشاره دارد، یا hFE («بتا»، نسبت استاتیک Ic تقسیم بر Ib در یک نقطه کار)، یا گاهی hfe (بهره جریان سیگنال کوچک، شیب نمودار Ic در برابر Ib در یک نقطه).
بهره یک دستگاه یا مدار الکترونیکی عموماً با فرکانس سیگنال اعمال شده تغییر می‌کند. مگر اینکه خلاف آن ذکر شده باشد، این اصطلاح به بهره فرکانس‌ها در باندگذر، محدوده فرکانس عملیاتی مورد نظر تجهیزات، اشاره دارد. اصطلاح بهره در طراحی آنتن معنای متفاوتی دارد. بهره آنتن، نسبت شدت تابش از یک آنتن جهت‌دار به {\displaystyle P_{\text{in}}/4\pi } (میانگین شدت تابش از یک آنتن بی‌تلف) است.